# Visszakézből (film, 1991)
A Visszakézből (eredeti cím: Ricochet) egy 1991-ben bemutatott, amerikai akció- és krimi-thriller film, amelyet Russell Mulcahy rendezett, Steven E. de Souza írt, és amelyben Denzel Washington, John Lithgow, Ice-T játssza a főszerepet. A film egy Los Angeles-i kerületi ügyész (Washington) és egy bosszúszomjas bűnöző (Lithgow) küzdelmét mutatja be.

## Cselekmény
|  | Alább a cselekmény részletei következnek! |

1983-ban az újonc Los Angeles-i rendőr és joghallgató Nick Styles (Denzel Washington) megismerkedik Alice-szel (Victoria Dillard), és eltávolodik gyerekkori barátjától, Odessától (Ice-T), aki drogdíler lett Los Angeles déli részén. Styles és társa, Larry Doyle (Kevin Pollak) egy karneválon járőrözik, ahol találkoznak a bérgyilkos Earl Talbot Blake-kel (John Lithgow) és bűntársával, Kimmel (Josh Evans). Styles fegyveres összetűzésbe keveredik a bűnözőkkel, és miután Blake kényszeríti, hogy vegye le az egyenruháját és dobja el a fegyverét, Styles az atlétatrikójába rejtett pisztolyt használja, térden lövi Blake-et. Az esetet egy amatőr videós felveszi, és a televízió közvetíti, így Styles hőssé válik. Őt és Doyle-t nyomozóvá léptetik elő, míg Blake és Kim börtönbe kerül.
Nyolc évvel később, 1991-ben Styles helyettes államügyész lett, és ekkor már Alice a felesége, akitől két lánya van. A rácsok mögött Blake az árja testvériséggel szövetkezik, hogy szökést tervezzen, és bosszút álljon Styleson. Kim feltételesen szabadlábra kerül, és segít Blake szökésében. Blake és az árja testvériség vezetője sikeresen megszöknek a börtönből. Ezt követően Blake meggyilkolja az bandavezért, és elégeti a holttestét, korábban a börtönben azonban kicserélte a fogászati kartonjukat, hogy eljátssza a saját halálát, és a hatóságok azt higgyék, hogy Blake összeégett holttestét találták meg. 
Blake és Kim megöli a Styles-szal együtt dolgozó városi tanácsost, gyermekpornográfiát tesznek a táskájába, és öngyilkosságnak álcázzák a halálát, Stylesra kenik a városi pénzek elsikkasztását. Blake és Kim elrabolják Styles-t az otthona elől, és több napig túszként tartják fogva egy üres medencében. Rendszeresen heroint és kokaint injekcióznak Stylesnak. Blake felbérel egy prostituáltat (Linda Dona), hogy szexeljen Styles-szal. A nő figyelmen kívül hagyja a legyengült Styles tiltakozását, és megerőszakolja őt, miközben Blake videóra veszi az esetet. Miután Blake és Kim leteszik az eszméletlen Styles-t a városháza lépcsőjére, Alice meghallja, hogy Styles felettesei közlik vele, hogy pozitív lett a gonorrhea-tesztje, és a nő azt hiszi, hogy Styles megcsalja őt.
Styles szemtanúja lesz egy videónak, amelyen Blake egy baltával lép be a lányai szobájába. Styles elmegy a parkba, ahol a családja cirkuszi előadást néz, és fegyvert fog egy fekete ruhás alakra, akiről azt hiszi, hogy Blake, azonban az  illetőről kiderül, hogy egy bohóc. Blake nyilvánosságra hozza a Styles megerőszakolásáról készült felvételt, ami azt a látszatot kelti, mintha Styles prostituáltakkal múlatja az idejét. Priscilla Brimleigh (Lindsay Wagner) kerületi ügyésznő felfüggeszti Styles-t.
Mivel Styles elhatározta, hogy tisztázza a nevét, Styles és Doyle információkat vert ki Blake egyik korábbi szövetségeséből. Egy sikátorban Blake lelövi Doyle-t, és Styles ujjlenyomatát elhelyezi a fegyveren. Styles kétségbeesésében Odessához (Ice-T), az hírhedt drogdílerhez fordul segítségért, és elviszi a családját a lakótelepre, amelyet Odessa droglabornak használ. A tetőn Styles az utcán tombol, látszólag öngyilkosjelöltként, ezzel előcsalogatja Blake-et, aki azt akarja, hogy Styles hosszú, nyomorúságos életet éljen. Styles megrendezi a saját halálát, amikor azt hiteti el, hogy ő is a felrobbant droglaborba volt. 
Odessa bandája elrabolja Kimet, Odessa pedig üzenetet küld Blake-nek, hogy Styles életben van, és jöjjön a Watts-toronyba. Blake megtalálja az állványzathoz kötözve Kimet, és megöli. A tornyokon Blake és Styles addig harcolnak, amíg Odessa áramot nem vezet a fémtoronyba, és Blake-et áramütés éri. Styles lerántja Blake-et a toronyról, aki lezuhanva tüskékre esik, amik felnyársalják. Styles újra találkozik a családjával. A televíziós híradósok közvetítik a drámai fordulatot, és Styles-t ártatlannak nyilvánítják. Amikor az egyik híradós (Mary Ellen Trainor) Styles-t kérdezi, hogy mit szól az esethez, ő kikapcsolja a híradós kameráját.
|  | Itt a vége a cselekmény részletezésének! |

## Szereplők
| Szereplő                            | Színész            | Magyar hang (1992-es szinkron) | Magyar hang (1997 után készült szinkron) |  |
| ----------------------------------- | ------------------ | ------------------------------ | ---------------------------------------- |  |
| Nick Styles                         | Denzel Washington  | Jakab Csaba                    | Kálid Artúr                              |  |
| Earl Talbott Blake                  | John Lithgow       | Tordy Géza                     | Várkonyi András                          |  |
| Odessa                              | Ice-T              | Szabó Sipos Barnabás           | Bognár Tamás                             |  |
| Larry Doyle nyomozó                 | Kevin Pollak       | Sörös Sándor                   | Fazekas István                           |  |
| Priscilla Brimleigh kerületi ügyész | Lindsay Wagner     | Menszátor Magdolna             |                                          |  |
| Gail Wallens                        | Mary Ellen Trainor | Pápai Erika                    |                                          |  |
| Kim                                 | Josh Evans         | Fekete Zoltán                  | Seszták Szabolcs                         |  |
| Alice Styles                        | Victoria Dillard   | Ráckevei Anna                  | Kéri Kitty                               |  |
| Styles tiszteletes                  | John Amos          | Gruber Hugó                    | Varga Tamás                              |  |

## Forgatás
Eredetileg Fred Dekker a forgatókönyvét Piszkos Harry-filmnek szánta, de Clint Eastwood túl komornak ítélte. Amikor a forgatókönyv Joel Silver producerhez kerül, Dekker találkozott Kurt Russell-lel, hogy a főszerepről tárgyaljon, miközben Dekker lett volna a rendező, ami azonban a gyártás előtti szakaszban már nem valósult meg. 
Állítólag a film erőszakos jeleneteit a tesztvetítések után erősen megvágták. Russell Mulcahy rendezővel készült interjú szerint az egyik kivágott jelenetben Blake fizikailag addig bántalmazza Styles-t, amíg Styles elhányja magát, Blake pedig szivaccsal tisztogatja meg. Ezért van Styleson hányás, amikor az utcán találják meg. A film vágatlan változata soha nem került kiadásra.
A forgatás 1991. január 28. és 1991. április 5. között forgatták Los Angelesben. 

## Filmzene
A film zenéjét Alan Silvestri szerezte. A zenét a Skywalker Szimfonikus Zenekar adta elő. A filmzenealbum tartalmazott egy addig nem hallott alternatív zenét, amit Silvestri a Silver Pictures logojához komponált.
Ice-T "Ricochet" című dalát a Warner Bros. külön kislemezként adta ki. A dalt eredetileg a Home Invasion című albumra vették fel, de a dalszövegével kapcsolatos korábbi viták után eltávolították. Miután a Warner Bros.-tól a Priority Records-hoz távozott, később a Home Invasion példányaihoz csomagolt bónusz CD részeként került fel.

## Kritikai visszhang
A Rotten Tomatoes kritika-gyűjtő weboldalon a film 19 kritika alapján 74%-os pontszámot ért el, 5,7/10-es átlagértékeléssel. A Metacritic-en a film 17 kritika alapján 49-es súlyozott átlagpontszámot ért el, ami "vegyes vagy átlagos kritikákat" jelez.

## Bevétel
A film szerény bevételt hozott. 1991. október 4-én mutatták be, és a nyitóhétvégén 4 831 181 dollárt keresett, ezzel a 2. helyen végzett a harmadik hete műsoron lévő A halászkirály legendája mögött, és végül több mint 21 millió dolláros bevételt ért el a mozikban. A film 5 héttel megelőzte a hasonló történetű, Robert De Niro és Nick Nolte főszereplésével készült Cape Fear – A rettegés foka című film premierjét. 

## Fordítás
- Ez a szócikk részben vagy egészben  a   Ricochet (1991 film) című angol Wikipédia-szócikk fordításán alapul.  Az eredeti cikk szerkesztőit annak laptörténete sorolja fel. Ez a jelzés csupán a megfogalmazás eredetét és a szerzői jogokat jelzi, nem szolgál a cikkben szereplő információk forrásmegjelöléseként.